# 시계열

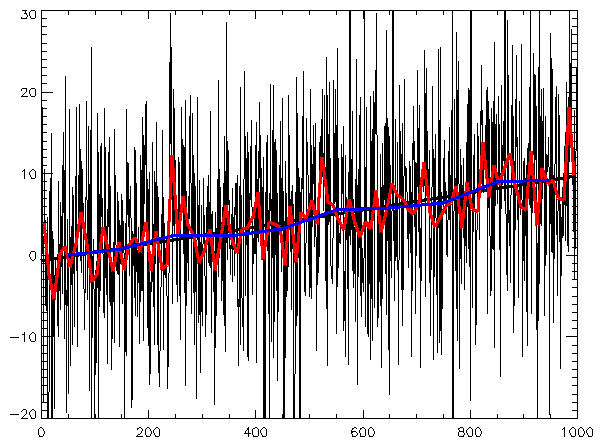

시계열(時系列, 영어: time series)은 일정 시간 간격으로 배치된 데이터들의 수열을 말한다. 시계열 해석(time series analysis)이라고 하는 것은 이런 시계열을 해석하고 이해하는 데 쓰이는 여러 가지 방법을 연구하는 분야이다. 예컨대, 이런 시계열이 어떤 법칙에서 생성되어서 나오느냐는 기본적인 질문을 이해하는 것이 궁극적인 목표라고 할 수 있다. 시계열 예측(time series prediction)이라고 하는 것은 주어진 시계열을 보고 수학적인 모델을 만들어서 미래에 일어날 것들을 예측하는 것을 뜻하는 말이다. 일반적으로 이런 방법들은 공학이나 과학계산, 혹은 금융시장에서의 주가 예측 등에서 많이 쓰인다.
시계열 데이터를 분석하는 수학적 모델은 여러 가지가 있을 수 있는데, 실제 응용에서 가장 많이 쓰이는 세 가지 범용 모델은 autoregressive (AR) 모델, integrated (I) 모델, moving average (MA) 모델 등이 있다. 이 세 가지 방법은 이미 얻어진 시계열 데이터에 선형 종속적이다. 비선형 종속적인 방법들은 나름대로 의미있는 것들이 있는데, 예컨대 혼돈 시계열등을 만들어낼 수 있기 때문이다.
시계열 해석에서는 여러 가지 기호가 많이 쓰인다. 예를 들면,
{\displaystyle X=\{X_{1},X_{2},\dots \}}
가 주로 흔히 쓰이는 기호인데, 이때 시계열 X는 자연수들로 지수가 매겨져 있다.

## 산업계에서의 용도
시간에 종속적으로 측정된 모든 데이터들은 시계열로 볼 수 있다. 물론 이런 때에는 시계열 데이터가 일정 시간 간격으로 주어진 것이 아닐 수도 있다. 종합 주가지수, 매일매일의 유가 변동사항, 환율 등 모든 데이터들은 시계열 데이터로 볼 수 있다. 따라서 시계열 해석은 미래를 예측하는 데에 중요한 도구가 될 수 있다.

## 같이 보기
- 이동평균 교차(영어판)
  - 골든 크로스 (통계학)(golden cross)
  - 데드 크로스 (통계학)(dead/death cross)